# برقة (بعلبك)
برقة هي إحدى القرى اللبنانية من قرى قضاء بعلبك في محافظة بعلبك الهرمل.
- المساحة : 1952 هكتار
- عدد السكان : 705 ساكن.
- يشتق اسم برقة من البرق حيث أنها منطقة جبلية وتكثر فيها العواصف.
- يعتاش أهالي برقة من الزراعة وخاصة زراعة التفاح والكرز واللوز.
- حديثاً تم إنشاء عدة معامل في برقة, منها: خمّارة, معملي خياطة, معمل أكياس نايلون, عدة معامل بلاط. كما يوجد فيها مركز صحي متطور, مدرسة رسمية وتعاونية استهلاكية.